# Lothar Faber
Pour les articles homonymes, voir Faber.
Lothar Faber est un hautboïste allemand né le 7 février 1922 à Cologne et mort dans la même ville le 1er septembre 2005.

## Biographie
Lothar Faber naît le 7 février 1922 à Cologne.
Il est initié à la musique par son père, hautboïste au Gürzenich-Orchester de Cologne, et poursuit ses études au Conservatoire de sa ville natale puis au Conservatoire de Paris.
En 1946, il devient hautbois solo de l'orchestre symphonique de la WDR de Cologne.
Très engagé en faveur de la musique contemporaine, Lothar Faber participe à divers festivals d'avant-garde, Varsovie, Venise, Berlin, Hollande et Royan notamment, donne des cours à Darmstadt et enseigne, entre 1972 et 1977, à l'Académie musicale Chigiana de Sienne.
De nombreux compositeurs écrivent pour lui ou lui dédient des œuvres, Tadeusz Baird (Quatre Dialogues, 1964, et Concerto pour hautbois, 1973), Wolfgang Fortner (Aulodie, 1960), Włodzimierz Kotoński (Concerto pour hautbois, 1972), Krzysztof Meyer (Concerto da camera pour hautbois, percussion et cordes, 1975), Gunther Schuller ou Bernd Alois Zimmermann.
Faber est aussi un ami de Bruno Maderna et un interprète privilégié de ses partitions. Il crée par exemple le Concerto pour hautbois et orchestre de chambre no 1 de Maderna à Darmstadt en 1962, le Concerto pour hautbois et instruments no 2 à Cologne, en 1967, ou Grande Aulodia, pour flûte, hautbois et orchestre, à Rome en 1970.
Le chef d'orchestre et musicographe Alain Pâris définit son jeu comme sachant « rendre lisible toute musique contemporaine avec un sens poétique et une virtuosité rares, tout en se tenant à l'écart de l'effet pour l'effet ».
Lothar Faber meurt le 1er septembre 2005 à Cologne.